# Boulevard de Grancy
Pour les articles homonymes, voir Grancy (homonymie).
Le boulevard de Grancy est un boulevard se situant dans la ville suisse de Lausanne. Il traverse le quartier Sous-Gare d'est en ouest.

## Histoire
Le boulevard de Grancy est dessiné en 1872 mais, en raison de la crise économique des années 1880, ne se concrétise que vers 1890. En 1891, la voirie étant construite, la « Société foncière des boulevards » animée par le banquier Charles Bessières publie un plan de lotissement comptant 125 parcelles.
Parallèles aux voies du chemin de fer, le boulevard de Grancy et la rue du Simplon sont étroitement liées d'un point de vue urbanistique, hiérarchisant classes sociales et réalisations immobilières. Les résidences de grands bourgeois s'étalent à Grancy, bénéficiant de la vue qu'offre un bon dégagement, tandis que les demeures de petite bourgeoisie, les habitations ouvrières et les activités artisanales  s'empilent à la rue du Simplon. Mélangeant les touches métropolitaines et suburbaines, ce quartier juxtapose paradoxalement l'avenue passante, la place étirée en terrasse et des zones d'habitation de densité variée. Il constitue un ensemble unique en Suisse.

## Géographie
Le boulevard de Grancy est situé dans le quartier sous-gare de la ville de Lausanne (quartier 6, secteur 601), qu'il traverse d'est en ouest. Son extrémité est marquée à l'est par le croisement avec l'avenue d'Ouchy tandis qu'à l'ouest, il se divise entre l'avenue du Mont-d'Or et l'avenue de Milan. Le boulevard de Grancy mesure environ 600 mètres de long.

## Transports
Le boulevard de Grancy n'est pas desservi par une ligne de bus mais par une ligne de métro.
La station Grancy du métro 2 se situe à la moitié du boulevard. La construction de cette station a entrainé la création de la place Alfred Stucky. Le boulevard de Grancy se situe à proximité de la gare de Lausanne.